# José Javier Gómez-Llera
José Javier Gómez-Llera y García-Nava (Madrid, 22 de diciembre de 1953) es un diplomático español. Fue Embajador de España en El Salvador (2008-2011) y Embajador de España en la República Oriental del Uruguay (marzo de 2019-noviembre de 2022).

## Biografía
Licenciado en Derecho, ingresó en 1980 en la Carrera Diplomática. Ha estado destinado en las representaciones diplomáticas españolas en Arabia Saudí, Brasil y Estados Unidos. Ha sido Subdirector General de Planificación y Organización de la Secretaría General Técnica de Asuntos Exteriores y Oficial Mayor del Ministerio. En 1994 fue nombrado Consejero y, posteriormente, Coordinador en la Representación Permanente de España ante la Unión Europea. En 1999 pasó a ocupar el puesto de Secretario en la Representación Permanente de España ante la OTAN y desde 2004 era vocal asesor en el Gabinete de la Presidencia del Gobierno. En 2008 fue nombrado embajador español en El Salvador, cargo que ocupó hasta mayo de 2011, siendo relevado por Enrique Ojeda Vila.